# Chasseur de radiosondes
L'activité du chasseur de radiosondes consiste à traquer les radiosondes pendant leur vol et après dans le but de les retrouver géographiquement une fois au sol par des moyens de radiogoniométrie.

## Généralités
Les radiosondes (RS) sont transportées en vol par un ballon gonflé à l'hélium et une chaîne de vol composée d'un parachute et d'une nacelle. Celle-ci contient une carte électronique, une puce GPS, un émetteur radio, des piles et des capteurs. Une fois lâchées elles sont suivies par voie radio par une station de réception et de décodage, le but est de collecter à distance les informations relevées par les capteurs (température, humidité, pression, altitude), ce procédé s'appelle la télémesure.
À travers le monde, les services météorologiques nationaux lâchent deux fois par jour et 365 jours par an des radiosondes à partir de nombreux sites. Par exemple, Météo-France a 5 sites aux aéroports de : Ajaccio, Bordeaux-Mérignac, Brest-Guipavas, Nîmes-Courbessac et Trappes. En général, les sondages sont effectués pour être valides à 00 et 12 UTC mais cela peut varier selon les besoins. Comme le temps de vol est d'environ 1 h 30, les ballons vont être lâchés pour que la fin du vol corresponde plus ou moins avec les temps de validité mentionnés ci-dessus.

## Qui sont les chasseurs
Le vol des radiosondes est suivi par les techniciens en aérologie des services météorologiques pour recueillir les données qui serviront à la prévision météorologique. Ces derniers ne font pas de récupération de radiosondes car elles sont le plus souvent hors d'usage après leur retombée et elles se retrouvent très loin du lieu de lancement dans des endroits difficiles d'accès ou en mer. Le parachute ne sert qu'à être sûr que la sonde ne cause pas de dégâts. 
Cependant, des chasseurs amateurs suivent également le déroulement des vols. La plupart de ceux-ci sont des radioamateurs ou des radioécouteurs (SWL). Outre le fait que les radioamateurs s'intéressent à la météorologie, un paramètre très important en ce qui concerne la propagation des ondes radioélectriques, la chasse à la RS permet de suivre une balise émettrice en vol et ainsi de pouvoir ensuite la localiser au sol par des procédés de radiogoniométrie. Pour certains radioamateurs cet exercice est très important car ils font partie d'organisations de recherche et sauvetage et qu'ils sont parfois chargés de retrouver une balise de détresse aéronautique. 
Il n'y a pas que la chasse sur le terrain, une préparation est faite régulièrement avec un travail sur l'aspect prévisions, afin d'estimer le plus précisément la trajectoire de la radiosonde lors de son vol pour déterminer au mieux son point de chute au sol. Lorsqu'une RS est récupérée, une analyse du vol est faite par comparaison entre la prévision et le point de chute réel. Cela permet de parfaire les connaissances sur les vents et l'altitude de la RS.

### France
Les radioamateurs membres de la FNRASEC / ADRASEC au service de la sécurité civile, s'exercent à la chasse aux radiosondes pour être prêts à répondre à l'appel du ministère de l'Intérieur ou des préfectures dans la recherche de balise de détresse dans le cadre d'un plan SATER B par exemple.
Dans certaines régions, les radioamateurs sont également volontaires dans le cadre des opérations « Un Ballon Pour l’École (UBPE) ». Il s'agit d'un projet mené par l'association planète-sciences et par le CNES dans le but de financer des ballons stratosphériques pour les écoles (primaires, collèges, lycées, écoles supérieures, etc.). Dans ce projet, les radioamateurs apportent leurs connaissances et leur aide sur le terrain en matière de radiogoniométrie afin de retrouver la nacelle emportée par le ballon pour la rapporter à l'école.
Les radioamateurs lâchent des ballons-sondes appelés "ballons radioamateurs" selon les normes de l’ANFR (Agence nationale des fréquences). Il s'agit de projets menés par des associations de radioamateurs avec les écoles, collèges, lycées, classes préparatoires ou grandes écoles. Il y a aussi des projets sans intervention des radioamateurs dans les écoles mais qui rassemblent beaucoup de jeunes également. La poursuite des nacelles des ballons radioamateurs est assurée par les chasseurs de ballons avec succès car en plus de l'utilisation de la radiogoniométrie, le système embarqué de GPS et de l’APRS (Automatic Position Reporting System ). Ce dernier est un protocole de transmission qui permet la localisation sur carte par ordinateur et logiciel dédié.